# Luigi Battei
Luigi Giuseppe Pietro Battei (Parma, 21 giugno 1847 – Parma, 29 novembre 1917) è stato un imprenditore, patriota e editore italiano, fondatore della Casa editrice Luigi Battei.
Primogenito di cinque figli, il padre Filippo (detto Antonio) era un legatore di libri che aveva una cartolibreria nei pressi della chiesa dell'Annunziata. Suo nonno Giovanni era stato rilegatore e bibliotecario presso la corte della duchessa Maria Luigia, e fu autore di pregiate rilegature ancora oggi conservate nella Biblioteca Palatina.
Dopo aver seguito un corso di disegno alla Reale Accademia di Belle Arti consegue un diploma tecnico. All'età di 16 anni comincia a lavorare come commesso nella libreria del prof. Giovanni Adorni. Fervente patriota, nel 1866 si arruola nel 9º Reggimento del Corpo Volontari Italiani (comandato dal figlio dell'eroe dei due mondi, Menotti Garibaldi) per partecipare alla campagna del Trentino della terza guerra d'indipendenza. Combatte in prima linea nella sanguinosa battaglia di Bezzecca, meritandosi una medaglia d'argento al Valor Militare.
Tornato a Parma, nel 1868 assume la gestione della libreria Adorni. Grazie anche all'aiuto di alcuni amici il 12 settembre 1872 apre una propria libreria in strada Santa Lucia (attualmente strada Cavour), chiusa definitivamente nel 2013. Dopo poco tempo espande l'attività aprendo uno stabilimento tipografico-editoriale, mentre la libreria diventa un frequentato salotto letterario, luogo d'incontro degli intellettuali parmigiani di quel tempo. Dotato di grande energia e passione per il suo lavoro, nel 1882 rileva una litografia con annesso laboratorio fotografico. Fu il primo a riuscire a fotografare il sipario del Teatro Regio, opera di Giovan Battista Borghesi, illuminandolo con l'accensione di polveri di magnesio.
Nel 1897 trasferisce la tipografia, la litografia e il laboratorio fotografico in un grande fabbricato di via Melloni, a fianco dell'antico monastero di San Paolo. In seguito apre un altro laboratorio fotografico in via Aurelio Saffi e una legatoria in borgo del Correggio. Nel 1908 i suoi dipendenti, tra operai, tecnici, impiegati e addetti alle librerie sono ben 135. Molto sensibile alle problematiche sociali, Luigi Battei fu tra i primi imprenditori italiani ad introdurre per i suoi dipendenti un'assicurazione contro gli infortuni e la malattia e una riduzione dell'orario di lavoro. Istituì un servizio mensa gratuito, aperto anche ai giovani ospiti dell'orfanotrofio cittadino. La sua casa editrice, specializzata in libri scolastici, testi scientifici e universitari, forniva libri in tutto il territorio italiano, con l'approvazione del Ministero della Pubblica Istruzione.
Nel 1888 pubblicò il Manuale tipografico di Luigi Battei, considerato secondo per valore solo a quello del Bodoni. Fondò il settimanale Campane d'Italia e la rivista di cultura e attualità Il Corriere di Parma, quest'ultima ancora oggi pubblicata.
Il 12 agosto 1896 il governo italiano lo insignì del titolo di Cavaliere dell'Ordine della Corona d'Italia per il suo alto impegno professionale e il forte sviluppo impresso all'arte tipografica.

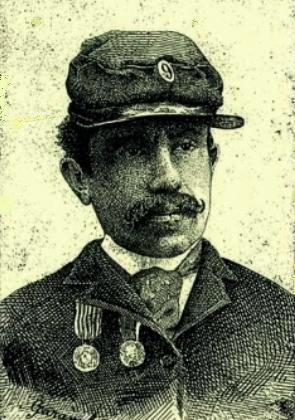
Luigi Battei in abiti
garibaldini

La città di Parma gli ha intitolato una via che collega viale Torelli con strada Zarotto, ed ha apposto una targa memoria in via Melloni, per ricordare che proprio lì aveva sede il suo grande stabilimento tipografico, litografico e fotografico.
Nel 2007, nel 160º anniversario della nascita, sulla facciata della casa dove nacque, al civico n. 6 di borgo Taschieri (ora il civico n. 4 di borgo Pietro Cocconi), è stata posta una targa marmorea in sua memoria, con una cerimonia presenziata dal sindaco di Parma Pietro Vignali.
La libreria Battei e la casa editrice Luigi Battei sono oggi gestite dal suo pronipote Antonio Battei.